# География Кении
Кения расположена в восточной части Африки.

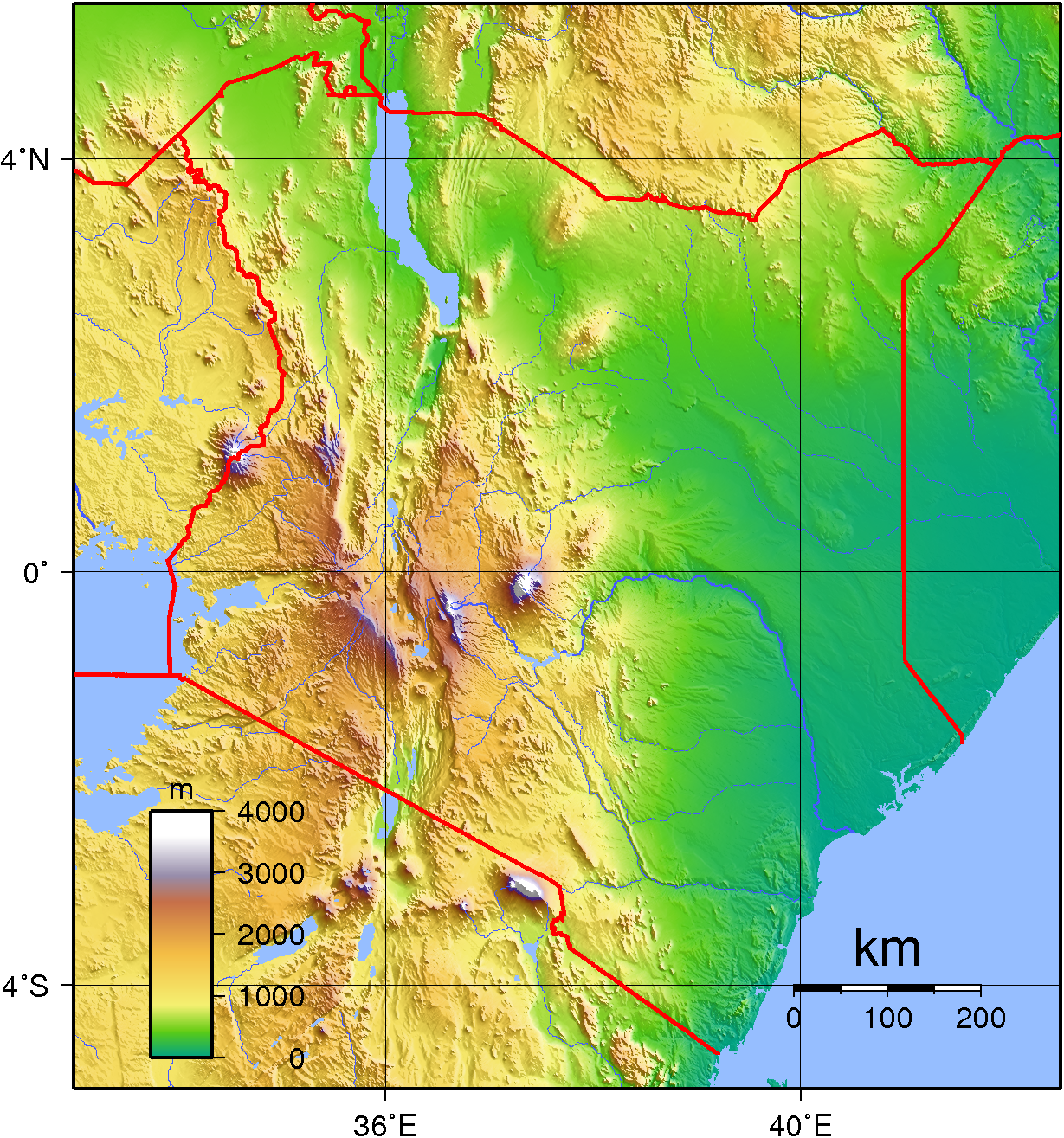
Рельеф

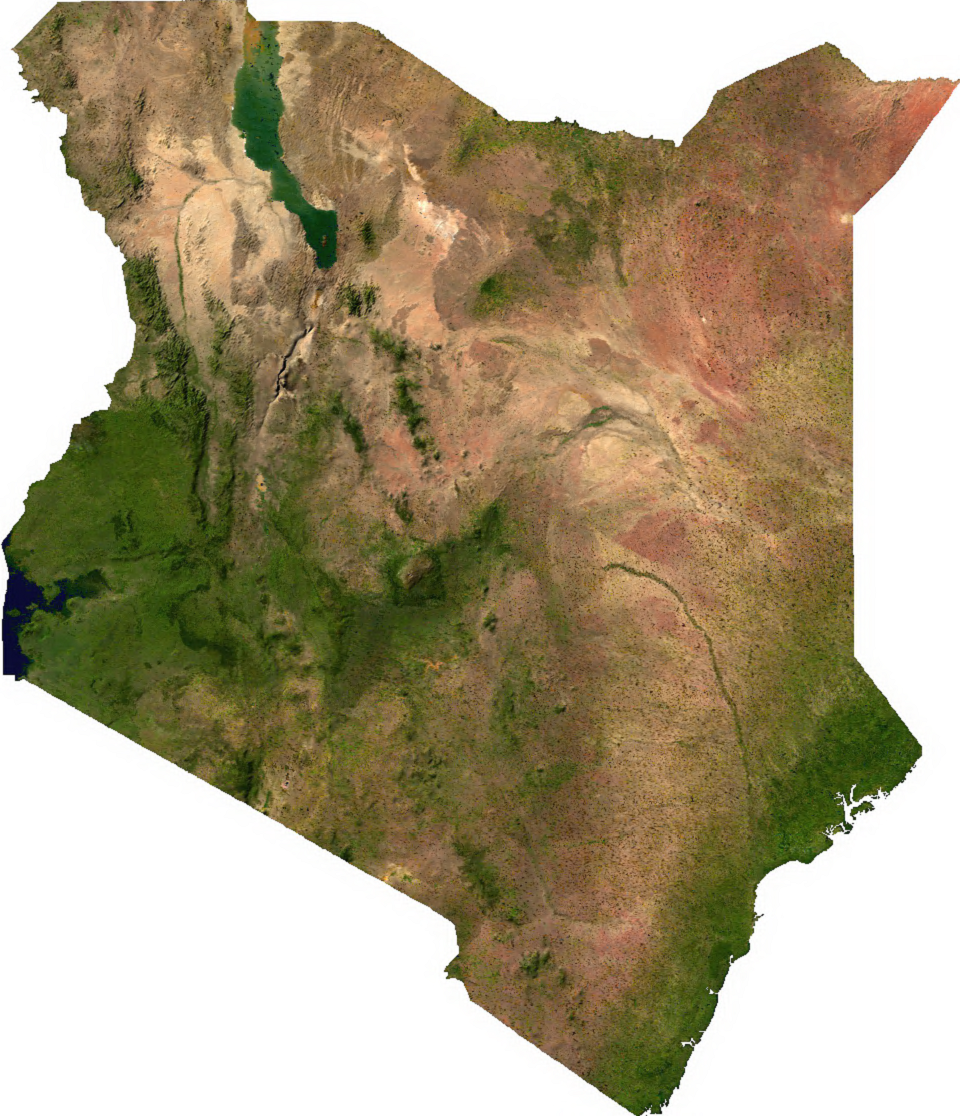
Спутниковый снимок территории

## Границы и территория
Площадь страны составляет 580 367 км², из них суша — 569 140 км², а воды — 11 227 км². Кения граничит с Сомали (на востоке), Эфиопией (на севере), Южным Суданом (на северо-западе), Угандой (на западе) и Танзанией (на юго-западе). На юго-востоке омывается водами Индийского океана, на западе — водами озера Виктория. Общая протяжённость государственной границы составляет 3477 км², из них: с Эфиопией — 861 км, с Танзанией — 769 км, с Угандой — 933 км, с Сомали — 682 км и с Южным Суданом — 232 км. Протяжённость береговой линии Индийского океана составляет 536 км.
Высшая точка страны — гора Кения (5199 метров), это вторая по высоте после Килиманджаро точка Африки. Максимальная протяжённость территории Кении составляет 1131 км в направлении с юго-юго-востока на северо-северо-запад и 1025 км — с востоко-северо-востока на западо-юго-запад. Экватор пересекает территорию страны и делит её на две почти равные части.

## Рельеф

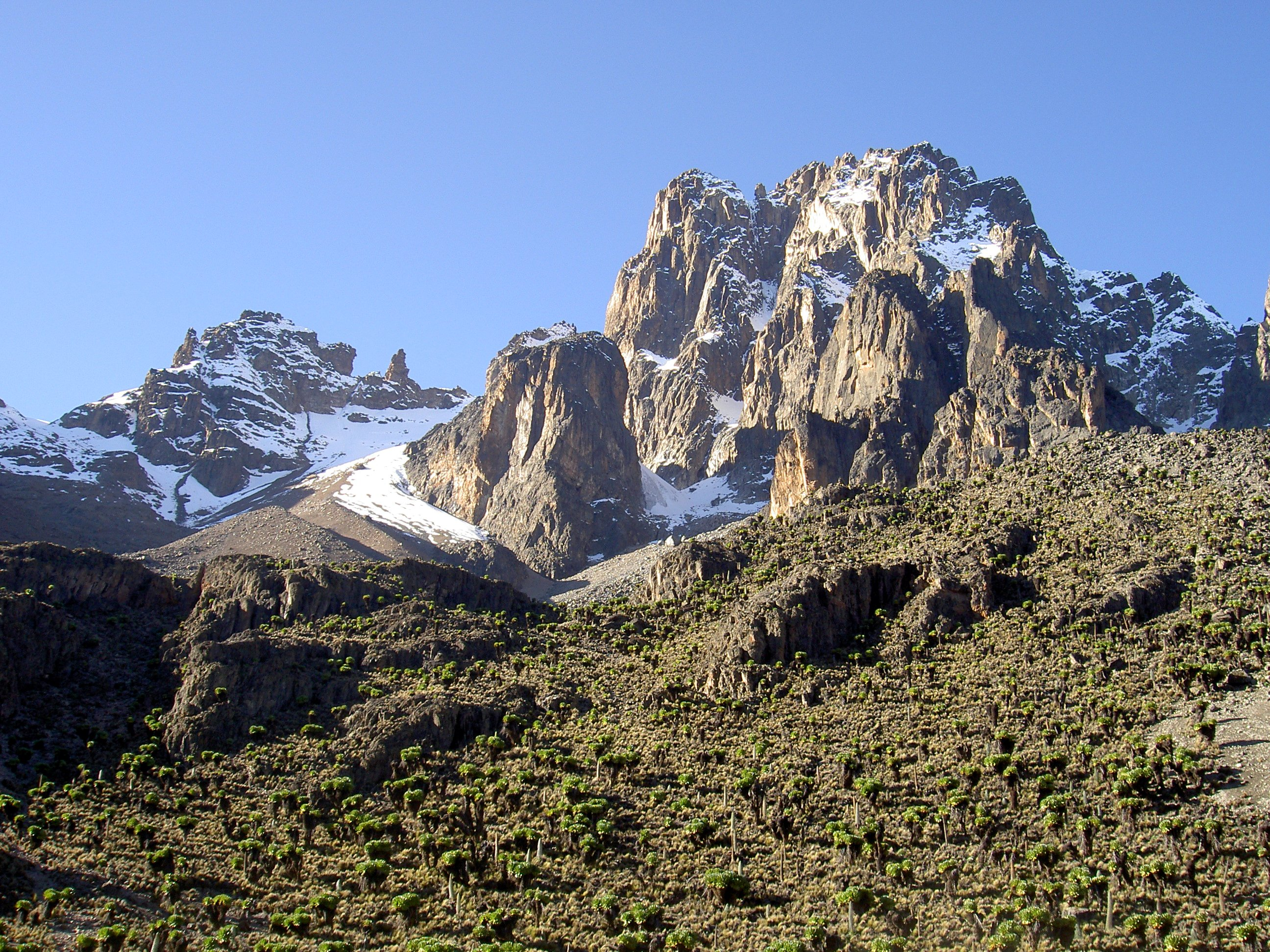
Гора Кения

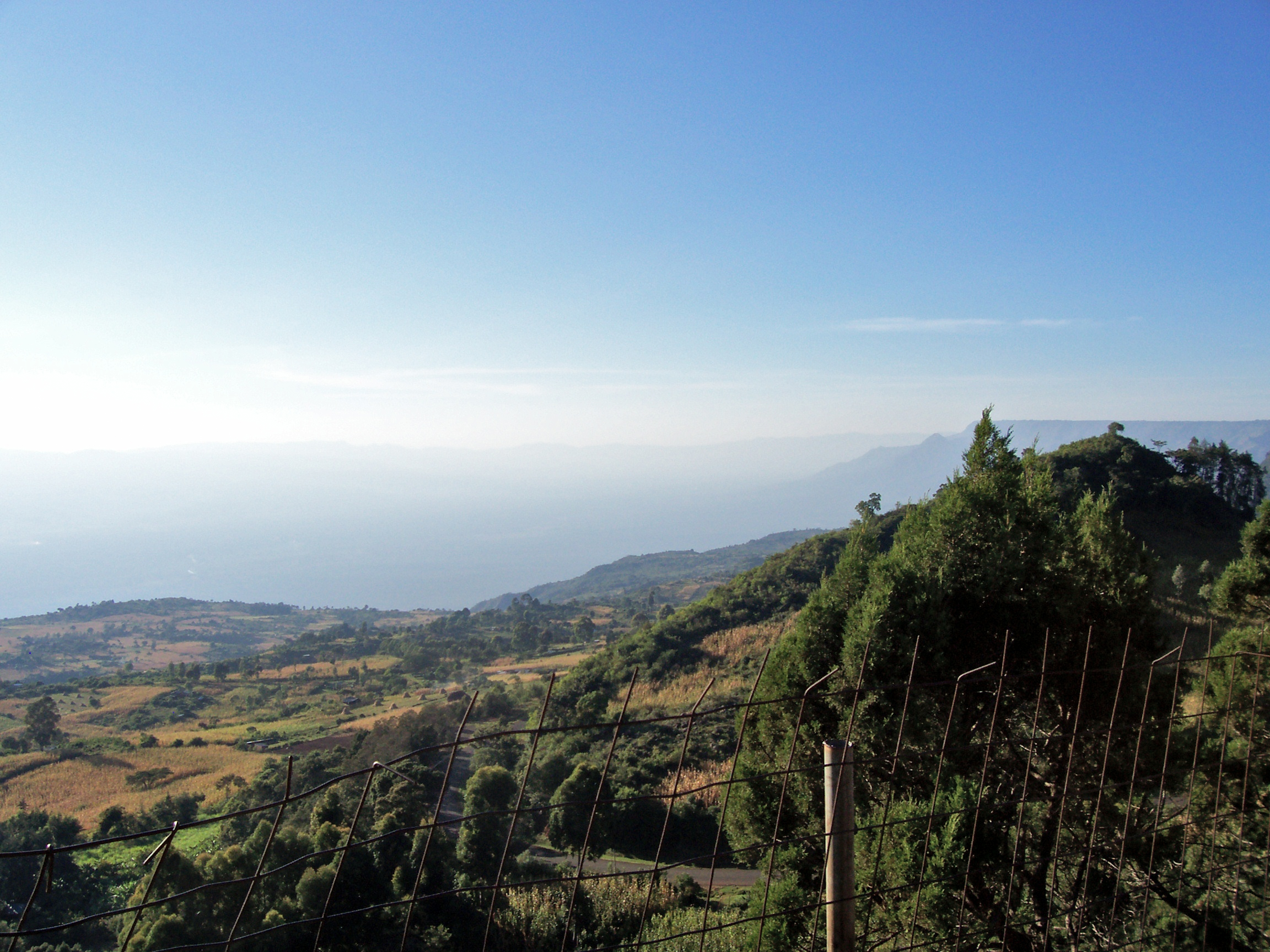
Великая рифтовая долина вблизи горы Элдорет

38-й меридиан делит территорию страны на две резко отличающиеся области: относительно плоский и ровный восток и запад, круто поднимающийся через гряды холмов и плато к Восточно-Африканской рифтовой долине. Местность к западу от рифта представляет собой наклонное плато, самая нижняя часть которого занята озером Виктория. Базируясь на этом, Кению можно разделить на следующие физико-географические регионы: бассейн озера Виктория, Восточно-Африканская рифтовая долина и связанная с ней горная местность, восточные плато, полузасушливые и засушливые территории на севере и юге, побережье.
Озеро Виктория расположено собственно на территории плато, понижающегося здесь до высоты 900—1200 м над уровнем моря. На востоке озеро глубоко вдаётся вглубь территории Кении заливом Уинам. К северу и югу от залива поднимаются возвышенности; на крайнем севере бассейна озера, на границе с Угандой, возвышается гора Элгон высотой 4321 м. Великая рифтовая долина делит высокогорный регион на 2 района: уступ Мау — на западе и Абердарский хребет — на востоке. Сама долина имеет от 50 до 130 км в ширину. Высота её дна поднимется от 450 м над уровнем моря вблизи озера Туркана на севере до почти 2100 м у озера Найваша, однако вновь понижается до 600 м вблизи танзанийской границы. Дно долины занимает цепь небольших озёр, которые разделены потухшими вулканами, наиболее значительное из них — озеро Найваша. Высокогорные районы продолжаются дальше на восток, вплоть до основания высшей точки страны — горы Кения. Восточная часть плато постепенно понимается к прибрежной равнине, она пересекается несколькими холмистыми районами.
Засушливые и полузасушливые районы на севере являются частью обширного региона, простирающего от границы с Угандой через озеро Рудольф между Кенийским и Эфиопским нагорьями. Наиболее пустынный и засушливый район — глинисто-солончаковая пустыня Чалби, расположенная к востоку от озера Рудольф. Прибрежная равнина простирается более чем на 400 км вдоль побережья Индийского океана при ширине от 16 км на юге до более 160 км севернее. В северо-восточной части страны прибрежная равнина переходит в низменности Сомали. Естественная гавань Момбаса является одной из лучших во всей восточной Африке.

## Внутренние воды

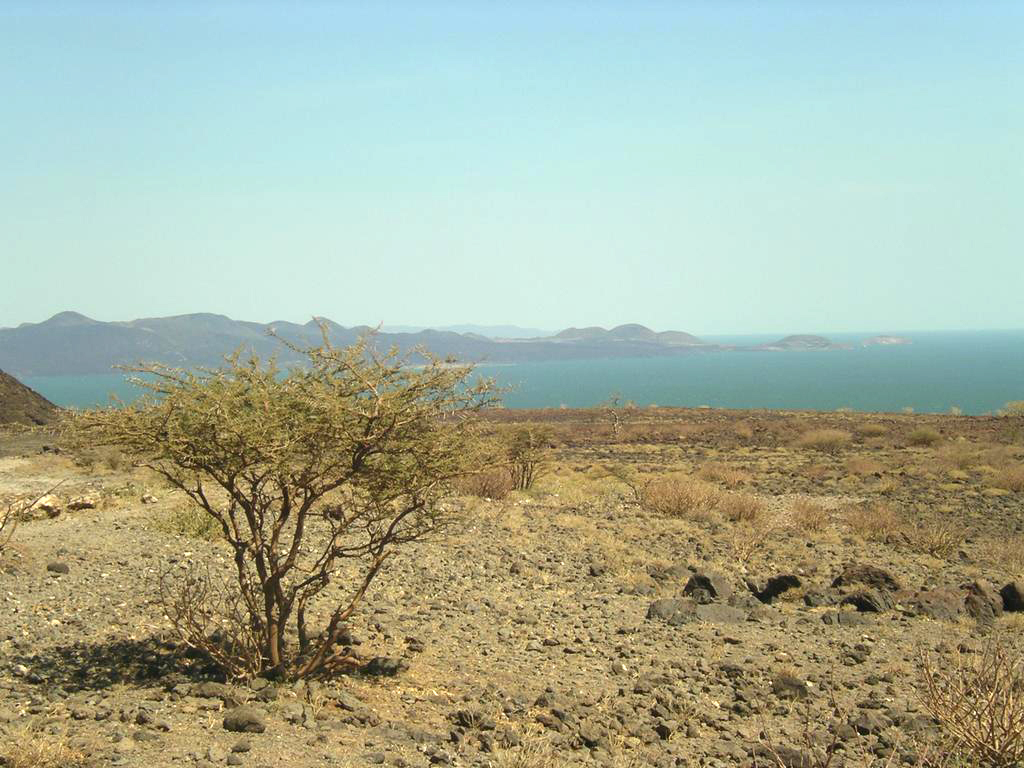
Озеро Туркана

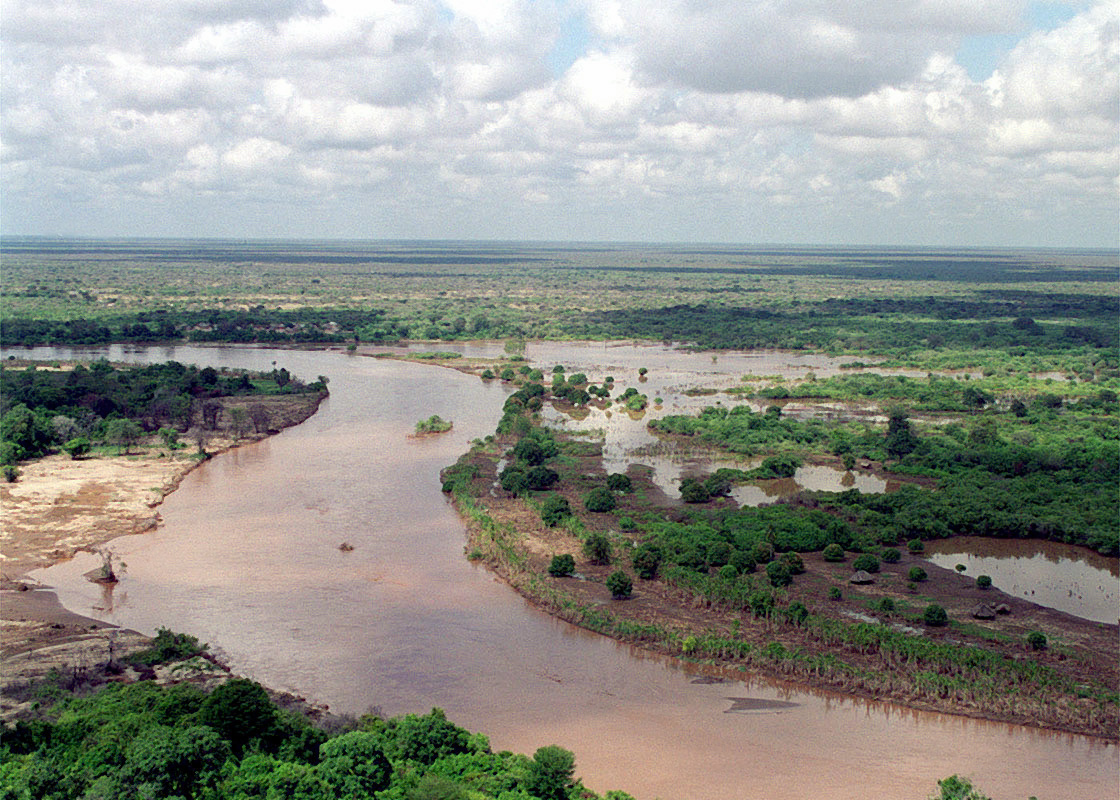
Река Тана

Великий рифт является гигантским водоразделом. Наиболее значительная река Кении — Тана, берущая начало в горах Абердаре и протекающая около 800 км вплоть до впадения в Индийский океан в залив Унгвана. Другой крупной рекой является Эвасо-Нгиро, длиной более 700 км, которая, начинаясь в центральной части Кении, течёт на восток вплоть до впадения в реку Джубба на территории Сомали. Большинство других рек страны относительно короткие либо имеют лишь сезонный характер.
Озеро Виктория является крупнейшим озером Африки. Второе по величине озеро Кении — Рудольф (Туркана), простирается на почти 240 км в длину и 30 км в ширину, расположено в северной части страны. Остальные озёра сравнительно небольшие.

## Почвы
На вулканических породах центральных нагорий имеются плодородные бурые почвы, вблизи побережья озера Виктория распространены луговые красно-бурые почвы. Вдоль побережья Индийского океана — чёрные и серые почвы. На восточных плато и в равнинных засушливых районах на севере распространены песчаные, зачастую засолённые малоплодородные почвы.

## Климат
Индийский океан оказывает важное влияние на климат страны. К северу от экватора с декабря по март преобладают северо-восточные ветры, к югу от экватора в это время преобладают юго-восточные ветры. В эти месяцы довольно сухо, хотя в некоторых районах может выпадать небольшое количество осадков. Сезон дождей продолжается с конца марта по май с преобладанием восточных воздушных масс в обоих полушариях. С июня по август выпадает сравнительно немного осадков, на севере обычны юго-западные ветры, на юге — юго-восточные.
В бассейне озера Виктория годовой уровень осадков варьируется от 1000 мм вблизи побережья озера до 1800 мм в горных районах восточнее озера. Максимальные дневные температуры варьируются здесь от 27 °С в июле до 32 °С в октябре и феврале. В Великой рифтовой долине средние температуры меняются от 29 °С на севере до 16 °С на юге, в окрестностях озёр Накуру и Найваша. Прилегающие горные районы характеризуются сравнительно умеренным климатом, средние температуры меняются от 13 до 18 °С. Дно долины довольно засушливо, хотя прилегающие высокогорья получают более 760 мм осадков в год.
На восточном плато выпадает около 500—760 мм осадков в год. Засушливые районы на севере, северо-востоке и юге страны характеризуются довольно нестабильными осадками. Большая часть таких районов при средних температурах около 29 °С и выше получает в год менее 500 мм осадков на юге и лишь около 250 мм — на севере. На побережье в большей части районов средняя температура составляет около 27 °С, здесь сравнительно влажно в течение всего года. Средний годовой уровень осадков на побережье меняется от 760 до 1270 мм, далее на запад он постепенно понижается до 500 мм.

## Полезные ископаемые
Основные полезные ископаемые Кении включают соду, поваренную соль, известняк, золото, рубины, цинк, плавиковый шпат, гипс, флюорит и др.

## Живая природа

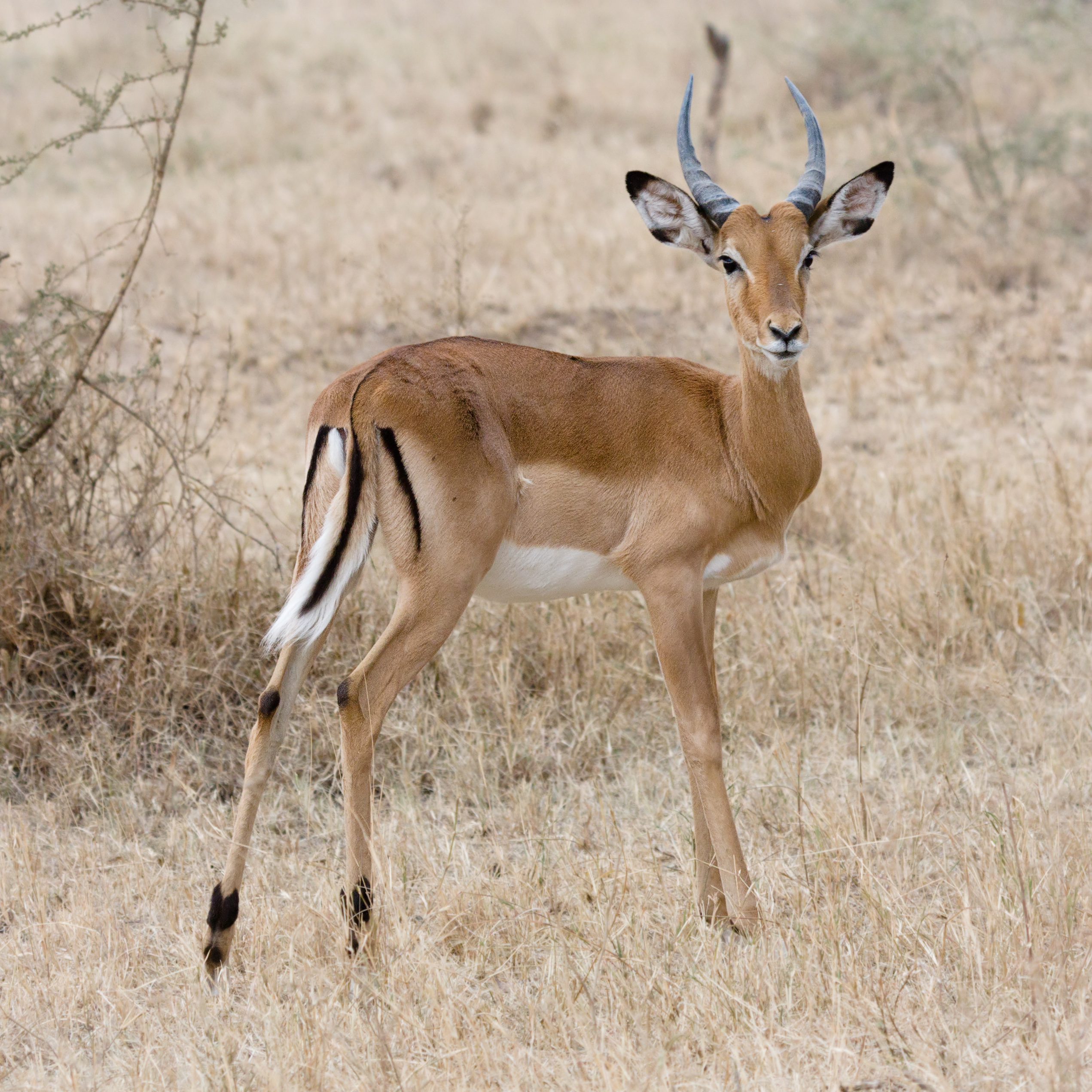
Импала

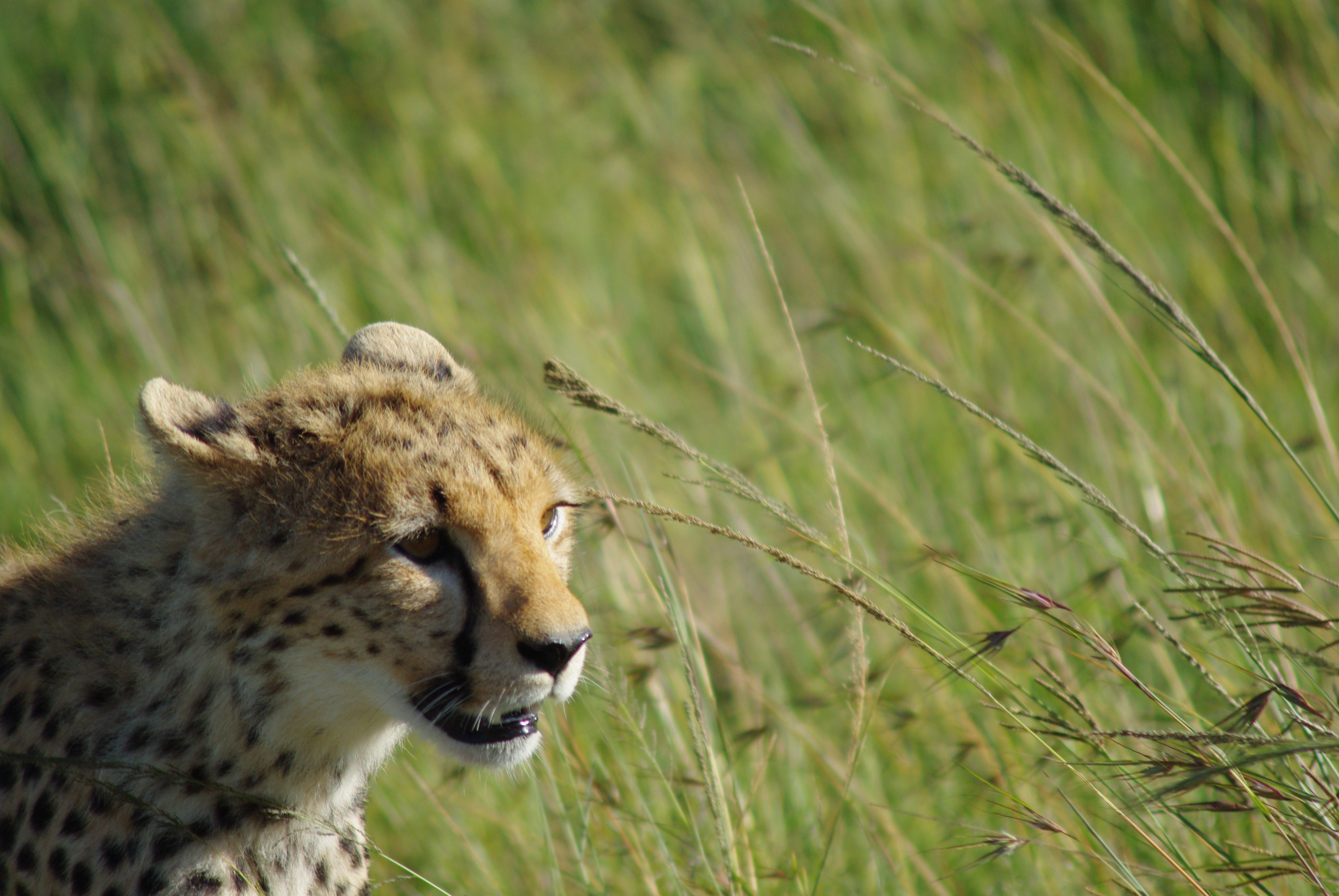
Гепард в заповеднике Масаи-Мара

В горах на высоте от 2100 до 2700 м над уровнем моря растительность представлена небольшими участками вечнозелёных лесов, которые разделены травянистыми районами. Над зоной лесов, примерно до 3000 м находятся заросли бамбука, а выше них — заросли древовидного крестовника, эрики древовидной, гигантской лобелии; широко распространены здесь и различные травянистые растения. К востоку и к западу от высокогорных районов леса сменяются невысокими отдельностоящими деревьями, разбросанными по травянистой территории. В полупустынных районах страны ниже 900 м над уровнем моря довольно типичен баобаб; в ещё более засушливых регионах на севере произрастают пустынные колючие кустарники. Прибрежная равнина представляет собой саванну с участками остаточного леса. Тогда как в северной части побережья лесные районы ещё сохранились, на юге они на сегодняшний день почти полностью сведены ввиду многовековой деятельности человека.
Почти треть территории Кении в частности западные районы и прибрежная полоса заражены мухой цеце и москитами, которые служат причиной распространения сонной болезни и малярии. Кения славится своей богатой фауной. В отличие от некоторых других стран, популяции диких животных широко обитают здесь и за пределами национальных парков и заповедников. Так, таких животных как павианы и зебры можно встретить вдоль трассы Найроби-Накуру, вблизи поселений человека и даже на городской территории. Такое тесное соседство создаёт некоторые проблемы, особенно в густонаселённых районах. В горных лесах встречаются такие крупные млекопитающие как слоны и носороги, численность которых сильно сократилась из-за браконьерства и вырубок леса. Хищники высокогорий представлены львами, леопардами и дикими кошками. Особенно многочисленные популяции стадных животных водятся на травянистых равнинах страны, среди них: зебры, газели, антилопа гну, канна, водяные козлы, импала, бубал, буйволы. Хищники здесь представлены леопардами, гепардами, пятнистыми гиенами, дикими собаками. На некоторых озёрах и реках имеются небольшие популяции гиппопотамов и крокодилов. Для засушливых районов севера Кении характерны различные виды антилоп (в том числе геренук, импала, дик-дик, куду), жирафы, леопарды, львы и др.

## Экологические проблемы

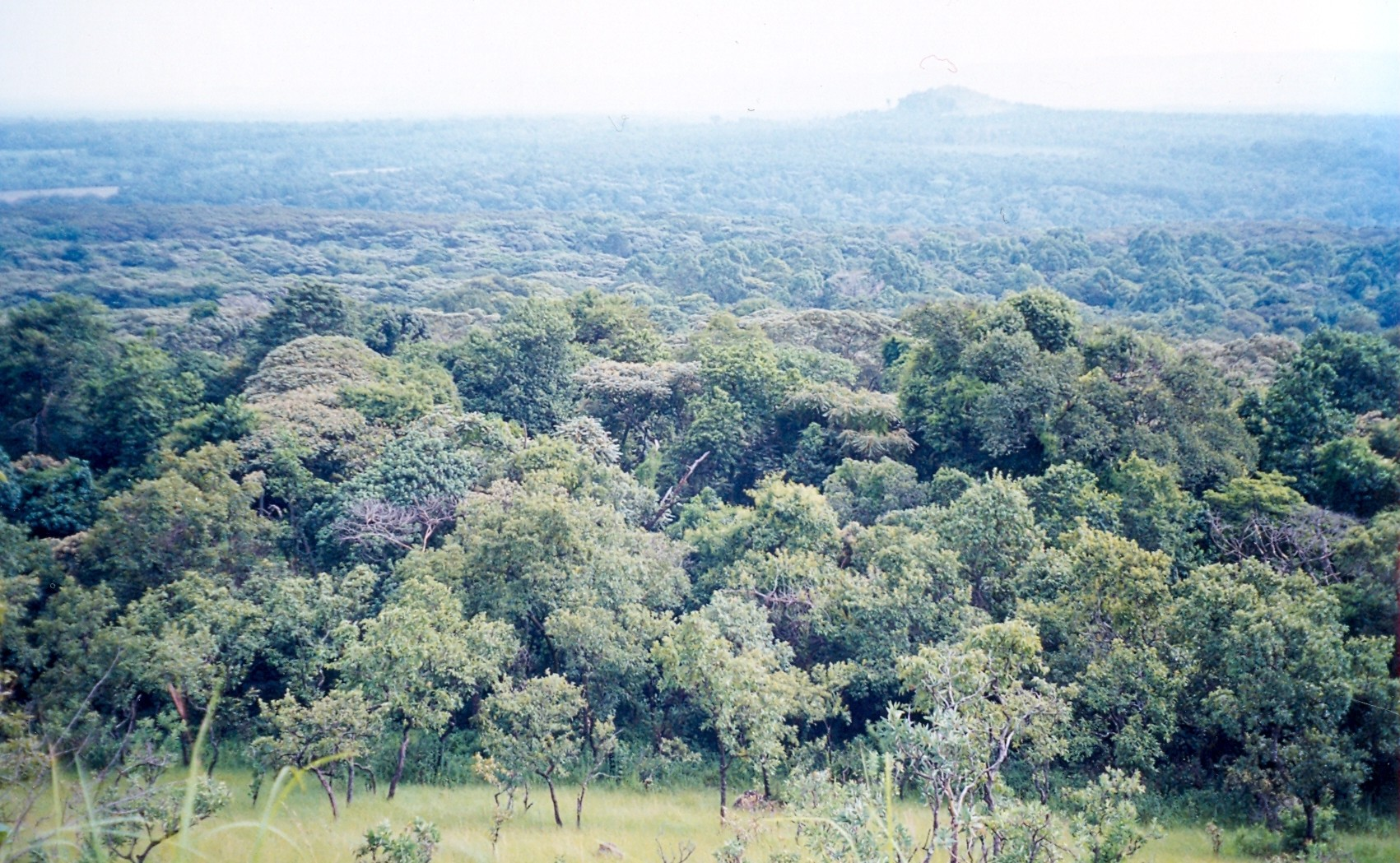
Лес Какамега недалеко от границы с Угандой — один из немногих остатков от древних девственных лесов на территории страны

Основными экологическими проблемами Кении являются: обезлесение, эрозия почв, опустынивание, нехватка воды, браконьерство, промышленное загрязнение и др.
Растущие с увеличением население потребности в воде, используемой в сельском хозяйстве, в ближайшие годы, вероятно, обернутся для Кении серьёзной проблемой нехватки водных ресурсов. Кроме того, водные ресурсы страны сильно загрязняются как промышленными, так и бытовыми отходами. Другой серьёзной проблемой Кении является обезлесение. Так, сегодня лишь около 2,5 % территории страны занимают леса, при этом ежегодно уничтожается около 50 км² лесов. Потеря землями естественного лесного покрова способствует эрозии почв, наводнениям и уменьшению биоразнообразия. Обезлесение также негативно сказывается и на сельском населении, которым зачастую сложнее становится найти необходимые дрова. Существуют движения по высаживанию большого количества деревьев, которые активно поддерживают местные экологи. Из проблемы исчезновения лесов плавно вытекает и проблема опустынивания, которая также усугубляется быстрым ростом населения и частыми засухами последних десятилетий. Кроме того, ввиду исчезновения лесов и бурной деятельности человека важной проблемой становится потеря животными своих естественных территорий обитания, что угрожает богатой фауне страны.
От браконьерства в Кении особенно страдают такие виды как слоны и носороги. Несмотря на жёсткие меры, принимаемые правительством, эту проблему не удаётся разрешить.